# Давид V
Давид V (груз. დავით V; † 1155) — царь Грузии (1155).
Происходил из царского рода Багратионов. Сын грузинского царя Деметре I, внук Давида IV Строителя.
У царя Деметре было два сына: старший Давид и младший Георгий. Законным наследником престола был Давид,  но по неизвестным причинам, царь Деметре отдавал предпочтение любимому младшему сыну Георгию. Опасаясь, что после смерти отца трон достанется Георгию, Давид неоднократно устраивал заговоры, чтобы свергнуть Деметре I с престола. Так, известно, что в 1130 его попытка захватить власть не удалась.
В 1155 году Давид достиг своей цели: царь Деметре I отрекся от престола и был пострижен в монахи. Давид V занял царский трон и стал энергично управлять страной. Однако, через шесть месяцев правления он внезапно скончался, успев лишь назначить на высокие должности своих сторонников.
Так как, к этому времени сын Давида V царевич Деметре был несовершеннолетним, после его смерти престол вновь занял отец — Деметре I, который также неожиданно скончался в 1156 году.
Грузинские и армянские хроники приводят разные данные о продолжительности и характере царствования Давида V и расходятся во мнениях про обстоятельства его загадочной смерти. Армянский летописец Вардан Аревелци пишет, что он правил в течение одного месяца и был убит своим придворными. Сумбат и Иван Орбели считают, что смерть Давида V стала результатом тайного заговора младшего брата Георгия.
Армянский историк XIII—XIV веков Степанос Орбелян, из княжеского рода Орбелян, писал, что Давид царствовал в течение двух лет, и отрицал какую-либо причастность к убийству царя членов его семьи. Он утверждал, что Георгий при воцарении поклялся, что будет править только до совершеннолетия наследника Давида V — Деметре, но затем отказался от своего обета. Он утверждал, что Орбели были свидетелями этого обета, и в 1177 приняли участие в борьбе достигшего совершеннолетия Деметре за престол.
Грузинские хроники говорят, что царствование Давида V длилось шесть месяцев, при этом тщательно избегают любого упоминания об обстоятельствах его смерти.